# Osztényi Leander
Osztényi Leander (Vágfarkasd, 1911. július 28. – 1990) tanító, festőművész, porcelán-iparművész.

## Élete
Abban a házban született, amelyben állítólag a szabadságharc idején Görgey tábornok főhadiszállása volt. Apja valószínűleg Osztényi József református iskolaigazgató volt.
Gimnáziumi tanulmányait Komáromban végezte, itt találkozott Harmos Károllyal, aki tanára, első mestere és példaképe lett. Pozsonyban tanítói oklevelet szerzett, majd Negyeden és Vágfarkasdon tanított. 1941. szeptember 16-ától a Sóki Református Népiskola igazgató-tanítója, 1945-ben a katolikus iskolát is igazgatta. Itt tanított feleségével július 31-ig, amikor a Beneš-dekrétumok alapján minden magyar tanítót elbocsátottak. Elvették pedagógusi diplomáját, amelyet csak 1952-ben kapott vissza.
Állástalan pedagógusként a Karlovy Vary melletti Nová Role-i porcelángyár hirdetésére elindult szerencsét próbálni. Ott Oto Tauschek tanítványa lett. Két éven keresztül tanulta a porcelánfestés műhelytitkait, hogy aztán évtizedeken keresztül maga is meghatározó egyéniségévé váljon a gyár porcelánfestésének és művészeti tervezésének. Sokat festett vászonra is, kedvelte a portrét és az akvarellt. Kiállítása volt például Galántán és Komáromban is.

## Emlékezete
- Osztényi Leander Alapiskola és Óvoda, Sókszelőce
- Vágfarkasdon utcát neveztek el róla[1]